# Khúc côn cầu trên cỏ tại Đại hội Thể thao Liên châu Mỹ 2023

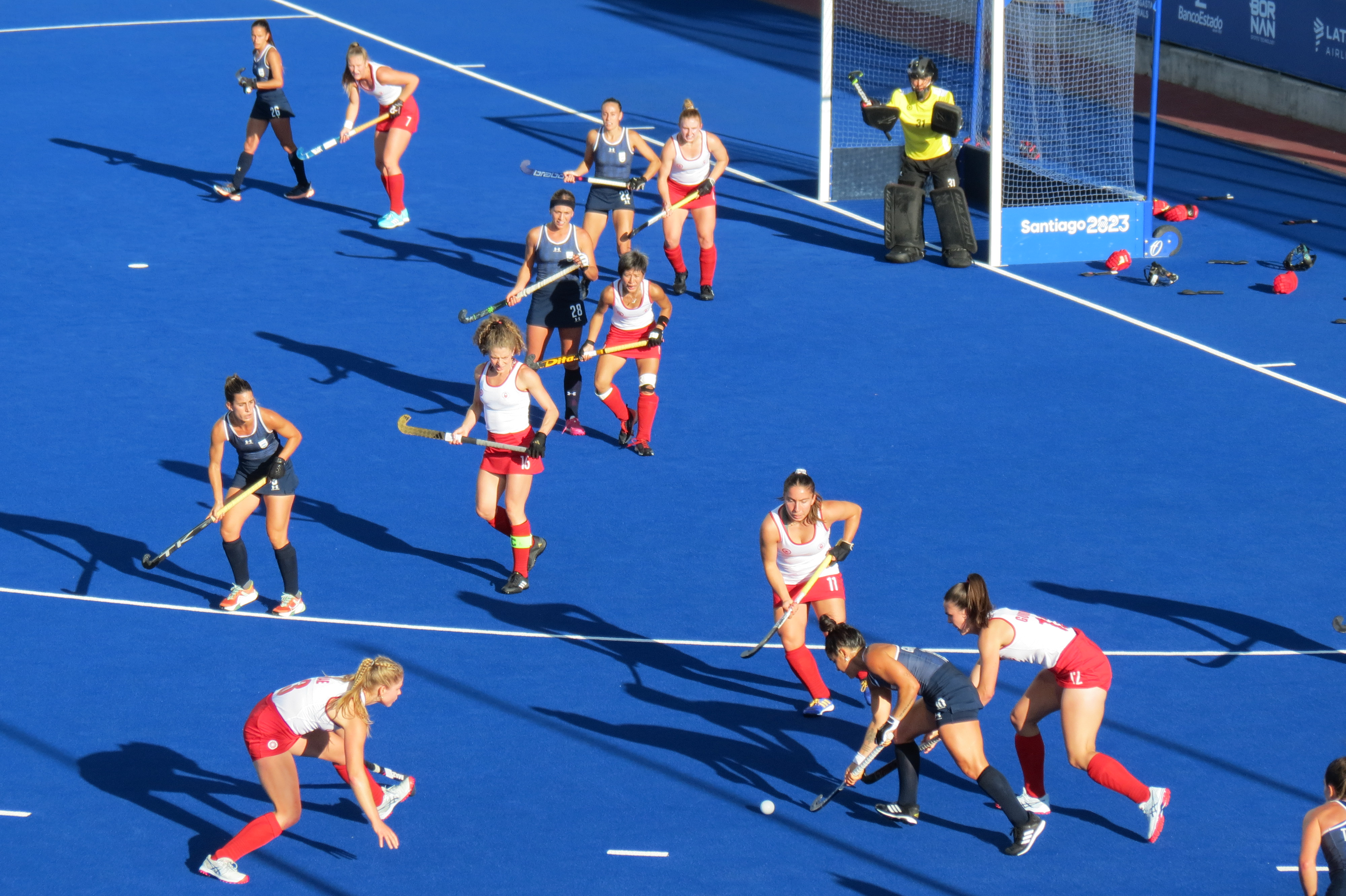
Trận đấu khúc côn cầu trên cỏ nữ giữa Argentina và Canada

Khúc côn cầu trên cỏ tại Đại hội Thể thao Liên châu Mỹ 2023 ở Santiago, Chile được tổ chức từ ngày 25 tháng 10 đến ngày 4 tháng 11 năm 2023. Đây là giải đấu thứ 15 của nội dung thi đấu khúc côn cầu trên cỏ tại Đại hội Thể thao Liên châu Mỹ. Tổng cộng có tám đội nam và tám đội nữ (mỗi đội có tối đa 16 vận động viên) tranh tài ở mỗi giải đấu. Các trận đấu được diễn ra tại Trung tâm Huấn luyện Khúc côn cầu trên cỏ, nằm trong cụm Công viên Sân vận động Quốc gia ở Santiago.
Đội giành chiến thắng trong mỗi giải đấu đủ điều kiện tham dự Thế vận hội Mùa hè 2024 ở Paris, Pháp.

## Vòng loại
Tổng cộng có tám đội nam và nữ đủ điều kiện tham dự giải đấu. Nước chủ nhà Chile tự động giành quyền tham dự cả hai giải đấu. Hai đội đứng đầu tại Đại hội Thể thao Trung Mỹ và Caribe 2023 và Đại hội Thể thao Nam Mỹ 2022 cũng đủ điều kiện tham dự. Ba đội đứng đầu chưa vượt qua vòng loại tại Cúp Liên châu Mỹ Nam và Nữ 2022 (sau khi tính kết quả của hai giải đấu trên) cũng đủ tiêu chuẩn. Nếu Canada và/hoặc Hoa Kỳ vẫn chưa vượt qua vòng loại, trận đấu play-off giữa các quốc gia và đội xếp thứ ba tại Cúp Liên châu Mỹ sẽ diễn ra. Nếu cả hai quốc gia đều vượt qua vòng loại, trận đấu loại trực tiếp là không cần thiết và đội có thành tích tốt nhất kế tiếp hai đội đứng đầu tại mỗi Cúp Liên châu Mỹ (chưa vượt qua vòng loại) cũng sẽ vượt qua vòng loại.

### Tóm tắt
| Quốc gia               | Nam | Nữ  | Vận động viên |
| ---------------------- | --- | --- | ------------- |
| Argentina              | Yes | Yes | 32            |
| Brasil                 | Yes |     | 16            |
| Canada                 | Yes | Yes | 32            |
| Chile                  | Yes | Yes | 32            |
| Cuba                   |     | Yes | 16            |
| México                 | Yes | Yes | 32            |
| Perú                   | Yes |     | 16            |
| Trinidad và Tobago     | Yes | Yes | 32            |
| Hoa Kỳ                 | Yes | Yes | 32            |
| Uruguay                |     | Yes | 16            |
| Tổng cộng: 10 quốc gia | 8   | 8   | 256           |

### Vòng loại Nam
| Giải đấu vòng loại                       | Ngày diễn ra           | Chủ nhà       | Số suất tham dự | Các đội tuyển vượt qua vòng loại |
| ---------------------------------------- | ---------------------- | ------------- | --------------- | -------------------------------- |
| Quốc gia chủ nhà                         | —                      | —             | 1               | —                                |
| Cúp Liên châu Mỹ 2022                    | 20–30 tháng 1          | Santiago      | 2 4             | Canada · Hoa Kỳ · Brasil · Perú  |
| Đại hội Thể thao Nam Mỹ 2022             | 3–11 tháng 10          | Asunción      | 2               | Argentina · Chile                |
| Đại hội Thể thao Trung Mỹ và Caribe 2023 | 28 tháng 6 – 6 tháng 7 | Santo Domingo | 2               | México · Trinidad và Tobago      |
| Tổng cộng                                | Tổng cộng              | Tổng cộng     | 8               |                                  |

- Chile lọt vào top hai tại Đại hội Thể thao Nam Mỹ 2022, nghĩa là số lượng quốc gia mà nước chủ nhà được phân bổ lại như một số lượng suất tham dự bổ sung thông qua Cúp Liên châu Mỹ 2022.
- Vì Canada và Hoa Kỳ đã vượt qua vòng loại Cúp Liên châu Mỹ nên một suất bổ sung đã có sẵn thông qua giải đấu này.

### Vòng loại Nữ
| Giải đấu vòng loại                       | Ngày diễn ra           | Chủ nhà       | Số suất tham dự | Các đội tuyển vượt qua vòng loại               |
| ---------------------------------------- | ---------------------- | ------------- | --------------- | ---------------------------------------------- |
| Quốc gia chủ nhà                         | —                      | —             | 1               | —                                              |
| Cúp Liên châu Mỹ 2022                    | 19–29 tháng 1          | Santiago      | 2 4             | Canada · Hoa Kỳ · Uruguay · Trinidad và Tobago |
| Đại hội Thể thao Nam Mỹ 2022             | 4–12 tháng 10          | Asunción      | 2               | Chile · Argentina                              |
| Đại hội Thể thao Trung Mỹ và Caribe 2023 | 27 tháng 6 – 5 tháng 7 | Santo Domingo | 2               | México · Cuba                                  |
| Tổng cộng                                | Tổng cộng              | Tổng cộng     | 8               |                                                |

- Chile lọt vào top hai tại Đại hội Thể thao Nam Mỹ 2022, nghĩa là số lượng quốc gia mà nước chủ nhà được phân bổ lại như một số lượng suất tham dự bổ sung thông qua Cúp Liên châu Mỹ 2022.
- Vì Canada và Hoa Kỳ đã vượt qua vòng loại Cúp Liên châu Mỹ nên một suất bổ sung đã có sẵn thông qua giải đấu này.

## Tóm tắt huy chương

### Bảng tổng sắp huy chương
| Hạng               | Đoàn               | Vàng | Bạc | Đồng | Tổng số |
| ------------------ | ------------------ | ---- | --- | ---- | ------- |
| 1                  | Argentina          | 2    | 0   | 0    | 2       |
| 2                  | Chile              | 0    | 1   | 1    | 2       |
| 3                  | Hoa Kỳ             | 0    | 1   | 0    | 1       |
| 4                  | Canada             | 0    | 0   | 1    | 1       |
| Tổng số (4 đơn vị) | Tổng số (4 đơn vị) | 2    | 2   | 2    | 6       |

### Danh sách huy chương
| Nội dung     | Vàng | Bạc | Đồng |
| ------------ | --- | --- | --- |
| Giải đấu Nam | Argentina · Tomás Santiago · Agustin Machelett · Juan Catan · Nicolás Keenan · Maico Casella · Lucas Toscani · Nicolás Della Torre · Santiago Tarazona · Federico Monja · Tomas Domene · Matías Rey · Lucas Martínez · Agustín Mazzilli · Tadeo Marcucci · Thomas Habif · Agustín Bugallo                                   | Chile · Adrian Henriquez · Vicente Goni · Fernando Renz · José Maldonado · Martín Rodriguez · Kay Gesswein · Andrés Pizarro · Juan Amoroso · Jose Hurtado · Felipe Renz · Raimundo Valenzuela · Axel Richter · Axel Troncoso · Sebastián Wolansky · Nils Strabucchi · Franco Becerra | Canada · Floris van Son · Devohn Noronha Teixeira · Oliver Scholfield · Keegan Pereira · Balraj Panesar · Brendan Guraliuk · Sean Davis · Gordon Johnston · Brenden Bissett · Fin Boothroyd · Matthew Sarmento · James Kirkpatrick · Samuel Cabral · Taylor Curran · Ethan McTavish · Thomson Harris |
| Giải đấu Nữ  | Argentina · Agostina Alonso · Clara Barberi · Sofía Cairó · Juana Castellaro · Pilar Campoy · Cristina Cosentino · Valentina Costa Biondi · Agustina Gorzelany · María José Granatto · Julieta Jankunas · Valentina Raposo · Rocío Sánchez Moccia · Victoria Sauze · Delfina Thome · Sofia Toccalino · Eugenia Trinchinetti | Hoa Kỳ · Kelsey Bing · Sanne Caarls · Leah Crouse · Emma DeBerdine · Amanda Golini · Linnea Gonzales · Danielle Grega · Alexandra Hammel · Ashley Hoffman · Karlie Kisha · Ashley Sessa · Meredith Sholder · Abigail Tamer · Jillian Wolgemuth · Elizabeth Yeager · Madeleine Zimmer | Chile · Doménica Ananías · Simone Avelli · Camila Caram · Sofía Filipek · Fernanda Flores · Francisca Irazoqui · María Maldonado · Antonia Morales · Laura Müller · Denise Rojas · Natalia Salvador · Agustina Solano · Francisca Tala · Manuela Urroz · Paula Valdivia · Fernanda Villagrán         |